# Resolució 737 del Consell de Seguretat de les Nacions Unides
La Resolució 737 del Consell de Seguretat de les Nacions Unides, aprovada el 29 de gener de 1992 després d'examinar l'aplicació de l'Uzbekistan per a ser membre de les Nacions Unides, el Consell va recomanar a l'Assemblea general que Uzbekistan fos admesa.